# Crotalaria desaegeri
Crotalaria desaegeri är en ärtväxtart som beskrevs av Rudolf Wilczek. Crotalaria desaegeri ingår i släktet sunnhampor, och familjen ärtväxter. Inga underarter finns listade i Catalogue of Life.